# It Is Never Too Late to Mend
It Is Never Too Late to Mend er en amerikansk stumfilm fra 1913.

## Medvirkende
- Walter Edwin som George Fielding
- Wyatt Burns som Will Fielding
- Mary Fuller som Susan Merton
- John Sturgeon som Mr. Merton
- William Bechtel som Thomas Robinson